# Federazione calcistica dello Zimbabwe
La Federazione calcistica dello Zimbabwe (in inglese Zimbabwe Football Association, acronimo ZIFA) è l'ente che governa il calcio in Zimbabwe. è responsabile dei campionati Zimbabwesi e della gestione della Nazionale.
Fondata nel 1965, si affiliò alla FIFA nello stesso anno, e alla CAF nel 1980. Ha sede nella capitale Harare e controlla il campionato nazionale, la coppa nazionale e la nazionale del paese.

## Suddivisioni dello ZIFA
Lo ZIFA ha 4 suddivisioni che gestiscono le 10 provincie dello ZImbabwe.
- ZIFA regione centrale (Matebeleland Meridionale, Midlands)
- ZIFA regione orientale (Manicaland, Masvingo, Mashonaland Orientale)
- ZIFA regione settentrionale (Harare, Mashonaland Centrale, Mashonaland Occidentale)
- ZIFA regione Meridionale (Bulawayo, Matebeleland Settentrionale)